# 마이크로 포커스
마이크로 포커스 인터내셔널(Micro Focus International plc)은 잉글랜드 버크셔주 뉴베리에 위치한 다국적 소프트웨어, 정보 기술 비즈니스 기업이다. 이 기업은 소프트웨어와 컨설턴트를 제공한다. 이 기업은 런던 증권거래소에 등재되어 있으며 FTSE 100 지수를 구성한다.

## 역사
1976년 설립되었다.
2016년 9월 7일 마이크로 포커스는 휴렛 팩커드 엔터프라이즈의 소프트웨어 비즈니스 부문에 병합될 것이라 발표하였다. 이 인수는 2017년 9월 1일 완료되었다.